# ベラパルサー
ベラパルサー（ほ座パルサー / PSR J0835-4510またはPSR B0833-45）とは、ほ座超新星残骸に位置するパルサーである。

## 概要
ベラパルサーは、地球から約800光年離れたほ座超新星残骸の中央に位置するパルサーで、非常に強いX線やガンマ線、電波などを放出しながら、毎秒11.195回の速度で回転している。およそ11,000～12,000年前に起きた超新星爆発の産物で、現在知られている中性子星の内、3番目に明るい天体である。また、他の中性子星と比較して、強いガンマ線を放出しているのが特徴的である。

## ギャラリー

ベラパルサーから発せられる周期点滅するパルス
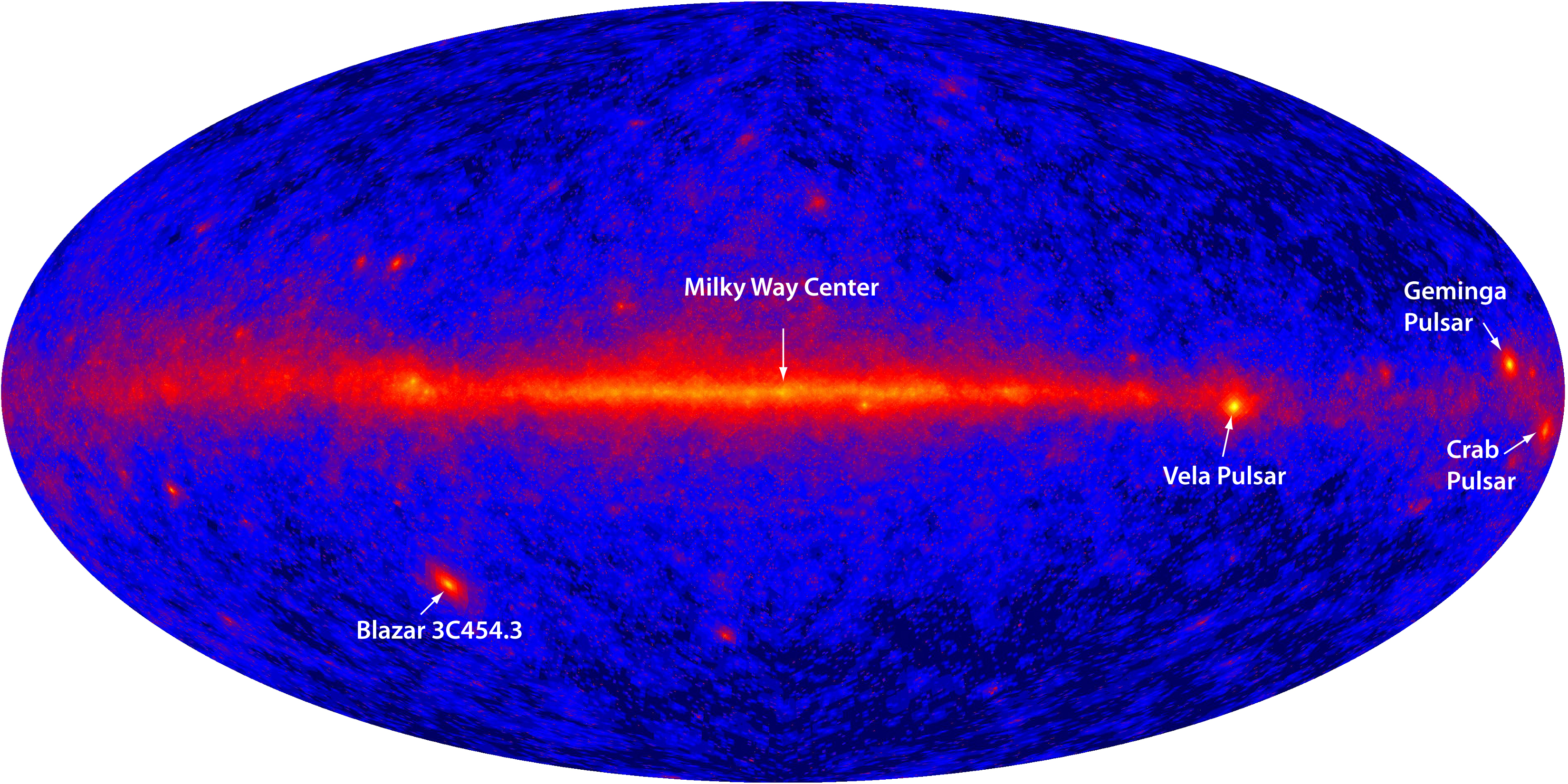
銀河系内でのベラパルサーの位置
- ベラパルサーから噴き出すジェットの動画